# Campionati italiani di triathlon olimpico no draft del 2017
I Campionati italiani di triathlon olimpico no draft del 2017 (V edizione) sono stati organizzati dalla Federazione Italiana Triathlon e si sono svolti a Iseo in Lombardia, in data 9 luglio 2017.
Tra gli uomini ha vinto Michele Sarzilla (Raschiani Tri Pavese), mentre la gara femminile è andata a Eleonora Peroncini ( CUS Parma).

## Risultati

### Élite uomini
| Pos. | Atleta                       | Società sportiva             | Nuoto   | Bici    | Corsa   | Totale  |
| ---- | ---------------------------- | ---------------------------- | ------- | ------- | ------- | ------- |
|      | Michele Sarzilla             | Raschiani Tri Pavese         | 0:18:34 | 1:15:30 | 0:32:44 | 2:08:59 |
|      | Gabriele Salini              | 707 Triathlon Team           | 0:18:08 | 1:14:50 | 0:35:06 | 2:10:02 |
|      | Luca Bonazzi                 | Freezone                     | 0:21:17 | 1:13:55 | 0:34:24 | 2:11:36 |
| 4    | Elia Mozzachiodi             | Spezia Triathlon             | 0:18:17 | 1:15:58 | 0:35:27 | 2:11:38 |
| 5    | Jacopo Butturini             | Triathlon Cremona Stradivari | 0:18:16 | 1:15:22 | 0:36:54 | 2:12:34 |
| 6    | Bruno Pasqualini             | Torino Triathlon             | 0:21:28 | 1:14:45 | 0:34:06 | 2:12:43 |
| 7    | Cristiano Iuliano            | Tri Evolution                | 0:20:36 | 1:15:02 | 0:35:41 | 2:13:31 |
| 8    | Mattia Camporesi             | T.D. Rimini                  | 0:22:25 | 1:14:40 | 0:34:11 | 2:13:43 |
| 9    | Filippo Rinaldi              | CUS Parma                    | 0:21:02 | 1:15:40 | 0:35:10 | 2:14:15 |
| 10   | Davide Rossetti              | Team Bike Gussago            | 0:21:47 | 1:15:12 | 0:35:26 | 2:15:02 |
| 11   | Enrico Ferlazzo              | Spezia Triathlon             | 0:18:17 | 1:19:03 | 0:36:56 | 2:16:07 |
| 12   | Devis Borghini               | T.D. Rimini                  | 0:21:45 | 1:16:36 | 0:35:32 | 2:16:18 |
| 13   | Tommaso Gatti                | Pool Cantù 1999              | 0:22:07 | 1:12:37 | 0:39:20 | 2:16:28 |
| 14   | Emanuele Ciotti              | The Hurricane                | 0:21:56 | 1:16:11 | 0:36:23 | 2:17:24 |
| 15   | Emanuele Grenti              | CUS Parma                    | 0:19:43 | 1:19:00 | 0:36:44 | 2:17:37 |
| 16   | Francesco Floriano Nicolardi | Raschiani Tri Pavese         | 0:18:38 | 1:20:01 | 0:36:51 | 2:17:44 |
| 17   | Federico Gregorio Incardona  | No Limits Friends            | 0:22:04 | 1:16:56 | 0:36:44 | 2:18:05 |
| 18   | Giovanni Bianco              | Triathlon Team Ravenna       | 0:21:34 | 1:18:08 | 0:36:23 | 2:18:18 |
| 19   | Marco Corti                  | Zerotrenta Triathlon         | 0:26:16 | 1:13:39 | 0:36:10 | 2:18:22 |
| 20   | Luca Berardini               | Feralpi Triathlon            | 0:23:19 | 1:15:45 | 0:37:06 | 2:18:30 |

### Élite donne
| Pos. | Atleta              | Società sportiva       | Nuoto   | Bici    | Corsa   | Totale  |
| ---- | ------------------- | ---------------------- | ------- | ------- | ------- | ------- |
|      | Eleonora Peroncini  | CUS Parma              | 0:23:11 | 1:25:22 | 0:41:15 | 2:32:02 |
|      | Camilla Magliano    | Granbike Triathlon     | 0:25:06 | 1:27:58 | 0:38:20 | 2:33:38 |
|      | Giulia Bedorin      | 707 Triathlon Team     | 0:21:31 | 1:30:17 | 0:40:31 | 2:34:27 |
| 4    | Chiara Ingletto     | Firenze Triathlon      | 0:23:20 | 1:30:36 | 0:39:28 | 2:35:43 |
| 5    | Angela Stefani      | Tri Team Spezia        | 0:25:39 | 1:28:21 | 0:43:17 | 2:40:10 |
| 6    | Valentina Tagliabue | 707 Triathlon Team     | 0:22:56 | 1:33:11 | 0:41:29 | 2:40:13 |
| 7    | Roberta Maule       | Peschiera Triathlon    | 0:28:00 | 1:30:55 | 0:40:32 | 2:42:02 |
| 8    | Annalisa Bertelle   | Padova Nuoto Triathlon | 0:25:14 | 1:31:08 | 0:43:58 | 2:42:55 |
| 9    | Barbara Davolio     | Woman Triathlon Italia | 0:29:52 | 1:23:48 | 0:46:51 | 2:43:30 |
| 10   | Silvia Vezzini      | Team Bike Gussago      | 0:29:11 | 1:23:06 | 0:47:09 | 2:44:13 |
| 11   | Barbara Trazzi      | Verona Triathlon       | 0:28:56 | 1:33:27 | 0:39:33 | 2:44:38 |
| 12   | Monica Ferrari      | PPRTeam                | 0:28:09 | 1:31:30 | 0:41:43 | 2:44:54 |
| 13   | Ilaria Zavanone     | Raschiani Tri Pavese   | 0:29:44 | 1:27:57 | 0:44:01 | 2:45:03 |
| 14   | Ginevra Francavilla | Eroi del Piave         | 0:26:04 | 1:32:24 | 0:43:57 | 2:45:04 |
| 15   | Stefania Moneta     | ARC Busto Arsizio      | 0:23:17 | 1:36:51 | 0:43:29 | 2:46:05 |
| 16   | Maura Ferraresi     | Viadana Triathlon      | 0:26:09 | 1:32:53 | 0:45:56 | 2:47:59 |
| 17   | Michela Rovescala   | Raschiani Tri Pavese   | 0:28:34 | 1:32:36 | 0:44:20 | 2:48:20 |
| 18   | Cristina Sonzogni   | Tri Race Rock Team     | 0:29:19 | 1:32:57 | 0:43:24 | 2:49:11 |
| 19   | Nicole Cantoni      | Freezone               | 0:23:09 | 1:37:39 | 0:46:23 | 2:49:25 |
| 20   | Sabrina Capellupo   | CUS Torino Triathlon   | 0:21:42 | 1:38:05 | 0:47:20 | 2:49:43 |

## Campioni per categoria
| Categoria | Atleta               | Società                      | Atleta              | Società                |
| --------- | -------------------- | ---------------------------- | ------------------- | ---------------------- |
| Senior 1  | Elia Mozzachiodi     | Spezia Triathlon             | Elisa Monacchini    | Dermovitamina B) Sid   |
| Senior 2  | Michele Sarzilla     | Raschiani Tri Pavese         | Annalisa Bertelle   | Padova Nuoto Triathlon |
| Senior 3  | Mattia Camporesi     | T.D. Rimini                  | Eleonora Peroncini  | CUS Parma              |
| Senior 4  | Gabriele Salini      | 707 Triathlon Team           | Roberta Maule       | Peschiera Triathlon    |
| Master 1  | Luca Bonazzi         | Freezone                     | Barbara Davolio     | Woman Triathlon Italia |
| Master 2  | Alfio Bulgarelli     | Cesena Triathlon             | Angela Stefani      | Tri Team Spezia        |
| Master 3  | Andrea Lovato        | Verona Triathlon             | Monica Ferrari      | PPRTeam                |
| Master 4  | Diego Pozzatti       | CUS Trento CTT               | Rossana Montorsi    | New Bike               |
| Master 5  | Onorio Pompizii      | T.D. Rimini                  | Luisella Iabichella | Road Runners           |
| Master 6  | Gianmarco Tironi     | Triathlon Cremona Stradivari | Fiorenza Guidotti   | Spezia Triathlon       |
| Master 7  | Eros Tassinari       | T.D. Rimini                  |                     |                        |
| Master 8  | Egidio Cristofoletti | Triathlon Ostia              |                     |                        |